# برزآباد (کاشان)
برزآباد ، روستایی از توابع بخش نیاسر شهرستان کاشان در استان اصفهان ایران است.

## جمعیت
این روستا در دهستان کوه دشت قرار دارد و براساس سرشماری مرکز آمار ایران در سال ۱۳۸۵، جمعیت آن ۱۱۴ نفر (۳۲خانوار) بوده است.

## معرفی برزآباد
برای رفتن به این روستا از سه راهی راوند کاشان به سمت سه راهی سوکچم و سه راهی چنار و سپس به سمت برزآباد می‌توان ادامه مسیر داد. راه از راوند تا چنار بزرگراه و از چنار تا برزآباد ۲ بانده و آسفالته است. روستا در محل تلاقی جاده روستای کله (کمال الملک) و چنار و سار قراردارد.
فاصله روستا تا سار ۵ کیلومتر می‌باشد.
مزرعه فرح آباد در جنوب روستا قرار دارد.
این روستا محل تبعیدگاه دکتر محمد خان خلعتبری در زمان پهلوی اول بوده است.

### محصولات
صنایع‌دستی روستا شامل قالیبافی است و فرش‌هایی با طرح کاشان در این روستا تولید می‌شود.
محصولات کشاورزی روستا شامل صیفی جات و خیار - سیب زمینی - پیاز و هندوانه و … می‌باشد.

### تأسیسات زیربنایی
قنات اصلی روستا در شمال روستا قرار دارد و از روستای کمال الملک سرچشمه می‌گیرد یک قنات نیز در مزرعه فرح آباد قراردارد. معادن سنگ مرمر در شمال و شرق روستا در حال بهره‌برداری می‌باشد.

### وضعیت ارتباطات
روستا دارای پوشش کامل موبایل و رله تلویزیونی از کاشان و دشت نیاسر است. شرکت شهرک صنعتی نیاسر در غرب روستا در حال ساخت کارخانه و اماکن صنعتی می‌باشد.

### خدمات عمومی
مجموعه‌های ورزشی روستا شامل زمین فوتبال می‌باشد.
خیابان ولی عصر با پوشش چنار تنها خیابان اصلی روستا می‌باشد.

### مراسم مذهبی
مراسم مذهبی شامل مراسم محرم و صفر و رمضان می‌باشد.

### تصاویری از برزاباد و مزرعه فرح آباد

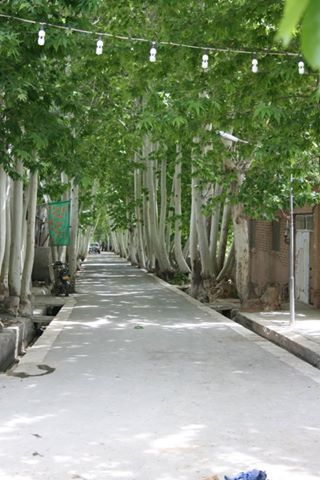
خیابان ولی عصر برزاباد

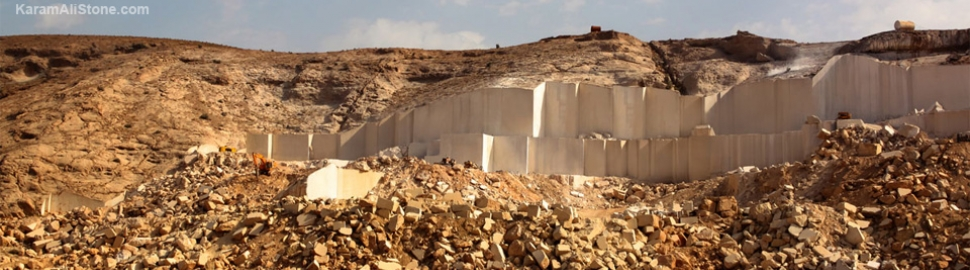
معدن سنگ برزاباد